# Меліксет-Бек Левон Меліксетович
Меліксет-Бек Левон Меліксетович (14 вересня 1890, м. Тифліс (нині Тбілісі) — 3 вересня 1968, Тбілісі) — вчений-історик, дослідник народів Кавказу, археолог, перекладач, філолог, бібліограф, джерелознавець. Член Одеського товариства  історії і старожитностей. Доктор філологічних (1928) та історичних наук (1932), професор (1930). Член Спілки письменників СРСР (1941). Член-кореспондент АН Вірменської РСР (1945). Заслужений діяч науки Грузинської РСР. Член Всесвітньої ліги есперантистів (1906).

## Життєпис
Левон Меліксетович Меліксет-Бек народився 14 вересня (за іншими даними — 26 листопада) 1890 року в Тифлісі, у вірменській родині. Отримав  середню освіту У Тифліському реальному училищі (1908).
У 1908—1914 роках мешкав в Одесі, закінчив юридичний факультет Імператорського Новоросійського університету (1913). Рано розпочав активну наукову та громадську діяльність. Був одним з лідерів вірменської одеської студентської громади, членом-кореспондентом Одеського товариства історії та старожитностей (1914), членом Одеського бібліографічного товариства (1911). Мав тісний зв’язок з Аккерманом (нині БІлгород-Дністровський), де збирав матеріали з історії та археології. Був членом Всесвітньої ліги есперантистів.
Повернувшись до Тифлісу, продовжив займатися науковою діяльністю. У 1915—1918 роках працював вченим секретарем редакційної колегії Тіфліського вірменського національного товариства.
У 1918—1922 роках був вченим секретарем, головою (1922—1927) Кавказького відділення Московського археологічного товариства.
Активно займався педагогічною діяльностю. Викладач (1918—1922), доцент (1922—1931), професор (1932—1968), завідувач кафедр східних мов та літератури (1930—1933), історії Закавказзя та Близького Сходу (1933—1935), вірменської філології (1935—1968) Тбіліського університету, Тбіліського педагогічного інституту ім. О. С. Пушкіна (1954—1960).
У 1936—1940 роках викладав в Єреванському державному університеті та Бакинському університеті (1935).
В 1941 році вчений отримав звання «Заслужений діяч науки Грузинської РСР» та став членом Спілки письменників СРСР.
З 1945 року — член-кореспондент АН Вірменської РСР.
Помер 3 вересня 1968 у Тбілісі, похований в Дідубійському пантеоні.

## Науковий доробок
Інтелектуальний доробок становить близько 600 праць вірменською, грузинською, російською мовами, присвячених головним чином надзвичайно широкому спектру історії та культури народів Кавказу. Серед публікацій історика можна виділити археографічні (найбільш цінним є трьохтомник «Грузинские источники об Армении и армянах»), археологічні (досліджував архітектурні споруди, зокрема, храм у Піцунді, надписи), з середньовічної історії Вірменії та Грузії, з історії вірмено-грузинських зав'язків.
Велику увагу він приділяв питанням культури, перекладав на мови народів Кавказу літературні пам'ятки. Досліджував історію релігійних громад Кавказу.
Великий вплив на погляди дослідника мав видатний філолог та історик М. Марр. Зокрема він співробітничав у журналі за редакцією М. Марра «Христианский Восток». Частина праць Л. Меліксет-Бека пов'язана з українознавчою тематикою: зв'язки середньовічної Вірменії та Русі, історія вірмен Півдня України, історія Одеси, кавказько-українські театральні зв'язки. Здебільшого цими питаннями дослідник цікавився під час перебування в Одесі.
В Одесі вчений написав також суто юридичну працю з аналізом церковно-правових особливостей вірменської церкви. Більшість праць історика зберігають своє значення дотепер завдяки постановці новаторських питань, використанню нових джерел, написаних багатьма мовами. Значним досягненням історика є здебільшого вдале використання міждисциплінарного підходу.

## Праці
- Из материалов для истории армян на юге России. — Одесса, 1911;
- Одесса в 20-х гг. XIX ст. по описанию патера Миная Медичи. — Одесса, 1914;
- Армянские древности в Аккермане (в Бессарабии). — Тифлис, 1911;
- Родство грузин с испанцами по древним источникам. — Тифлис, 1911;
- Юридическое положение верховного патриарха армянского (критико-дагматический очерк). — Одесса, 1911;
- Старинные армянские надписи в музее Общества истории и Древностей в Одессе. — Тифлис, 1912;
- Рукопис Шаракана XV века, открытая в Одессе. — Тифлис, 1913;
- Великий праздник армянской культуры. Речь при чествовании Одесскою армянскою колониею юбилея 1500-я печати у армян. — Одесса, 1913;
- Древнейшая Пицунда у Понта Эвксинского // Записки Императорского Одесского общества истории и древностей. — 1915. —  Т. 32. —С. 109—122;
- Древняя Русь и армяне // Сборник трудов Института языкознания им. Н. Я. Марра. — Вып. 1. — Ереван, 1946. — С. 143—151;
- Зв'язок українського актора і драматурга Марка Кропивницького з вірменською музикою // Спогади про Марка Кропивницького. — К., 1990.

## Наукові ступені та звання
- Доктор філологічних наук (1928);
- доктор історичних наук (1932);
- професор (1930);
- заслужений діяч науки Грузинської РСР (1941);
- член-кореспондент АН Вірменської РСР (1945).